# Агранович, Софья Залмановна
Со́фья Зaлма́новна Аграно́вич (24 июня 1944 — 18 июля 2005) — российский филолог, литературовед, фольклорист, профессор кафедры русской и зарубежной литературы Самарского государственного университета, кандидат филологических наук, автор научных работ.

## Биография
Родилась в 1944 году в Куйбышеве (ныне Самара) в семье рабочих. Окончила Куйбышевский педагогический институт. Работала пионервожатой в школе (1961—1962), была научным сотрудником Куйбышевского литературного музея (1966—1968), преподавателем в профтехучилище (1968—1975), читала лекции в (других) вузах и школах по программе предвузовской подготовки.
С. З. Агранович защитила кандидатскую диссертацию по творчеству А. Н. Островского.
По приглашению Льва Адольфовича Финка она пришла работать в Куйбышевский государственный университет, где проработала 30 лет и стала крупнейшим в городе специалистом по фольклору, мифологии, мифопоэтике.

По рассказу Ирины Саморуковой, молодой преподавательнице дали спецкурс по фольклору, который никто не хотел читать — потому что речь была о распевании частушек и пропаганде патриотизма. — Наталья Фомина
Софья Залмановна разработала авторский курс «История и теория фольклора», вела студенческий спецсеминар, изучающий связи фольклора и литературы, отражение в современном художественном сознании древних мифологических представлений. В том же направлении развивалась и её собственная научная деятельность: вместе со своими коллегами Л. П. Рассовской, А. И. Петрушкиным, И. В. Саморуковой, Е. Е. Стефанским, С. В. Березиным создала семь научных монографий.
Основное направление научной деятельности С. З. Агранович — исследование того, как архаические структуры языка и мышления представлены в литературе, как они задействованы в формировании смысла литературного произведения. Была продуктивно развита бахтинская традиция рассмотрения явления культуры в «большом времени».
Награждена медалью «Ветеран труда».
Софья Залмановна получила не только признание коллег и научного сообщества, но огромную любовь своих студентов, и даже сама в какой-то степени стала персонажем студенческого фольклора. Видеозаписи её лекций облетели рунет и сделали её ещё более знаменитой, чем она была при жизни. Студенты часто приходили к ней домой, её дом был полон гостей, она помогала каждому.

Софья Залмановна Агранович привила нам отвращение к официозу и пошлости, благодаря ей я смотрю на многие вещи с иронией, что позволяет не падать духом в трудных жизненных ситуациях.— Александр Брод, член Общественной палаты РФ

Её лекции буквально взрывали мозг филфаковских «новобранцев». Ломали шаблон. 

Сказать, что Агранович была колоритной — значит мало, что сказать. … она курила в аудитории. Неслыханная дерзость для академического университета…
— Ксения Аитова, ученица С. З. Агранович

Она изучала мифы, она их творила, в конце концов, сама уже стала легендой.
— Татьяна Грузинцева, соседка и ученица С. З. Агранович
Софья Залмановна прекрасно рисовала, увлекалась резьбой по дереву.

## Память
Памяти Софьи Залмановны Агранович был посвящён междисциплинарный научный семинар «Миф как объект и/или инструмент интерпретации гуманитарных наук», проведённый 26 сентября 2009 года на кафедре русской и зарубежной литературы СамГУ.
В аудитории № 218 университетского корпуса на ул. Потапова, 64. в 2019 году была установлена мемориальная табличка с надписью «Здесь обитала профессор Софья Залмановна Агранович» и гравировкой по автошаржу С. З. Агранович «под мировым древом». Автором таблички является Дмитрий Муратов.
В 2021 году именем Софьи Агранович назвали улицу в  Куйбышевском районе Самары.

## Вклад в науку
В совместной монографии «Миф, фольклор, история в трагедии „Борис Годунов“ и в прозе А. С. Пушкина» (1992) С. З. Агранович и Людмила Петровна Рассовская исследовали характер историзма и фольклорные основы трагедии «Борис Годунов», романа «Капитанская дочка», повести «Пиковая дама» А. С. Пушкина, а также драматической трилогии А. К. Толстого. Авторы показывали также связь пушкинской трагедии с традициями Еврипида и Шекспира. Произведения Пушкина рассматривались в широком контексте истории человечества.
В работах С. З. Агранович, выполненных в соавторстве с И. В. Саморуковой, изучался архаический генезис различных жанровых моделей, а также двойничества, понимаемого как модель осмысления человека и мира, имеющая национально-историческую специфику.
Большинство исследовательских работ С. З. Агранович были междисциплинарными. Так, С. З. Агранович и Евгений Евгеньевич Стефанский развивали особую область гуманитарного знания — мифолингвистику, посвящённую тому, как язык воспроизводит и транслирует культурные концепты. В книге «Миф в слове: продолжение жизни. Очерки по мифолингвистике» исследуется генезис ряда славянских концептов (в частности, стыд и срам, печаль, лютость, место) с точки зрения мифа и ритуала. Для доказательства авторы привлекали широкий спектр фактов языка, фольклора, литературы и искусства.
Последняя книга, над которой работала Агранович в соавторстве с психологом Сергеем Викторовичем Березиным, называется «Homo amphibolos: Археология сознания». Исследуя генетическую природу психологических феноменов человеческого сознания и кардинальных категорий культуры, авторы выстроили принципиально новую гипотезу, объясняющую происхождение человека и архаические истоки его сознания, возникновение символического языка. Особое внимание было уделено природе смеха. По мысли исследователей, смех стал психическим «механизмом», давшим человеку возможность парадоксально-неожиданного и экономно-лаконичного выхода из постоянно возникавших двусмысленных ситуаций, ситуаций так называемого «двойного послания». Мозг человека обрёл уникальное качество, которое выделило его из остальной живой природы, позволило развить перспективные аналитические способности и подготовиться к новым «вызовам» окружающего мира.

В мифе, в фольклоре С. З.Агранович видела нечто вроде «генетического кода искусства», а в своих последних двух книгах ... также языка и сознания.— Ирина Саморукова, 2014

### Прижизненные издания
- Агранович С. З. Фольклор и поэтика Чингиза Айтматова // Проблемы истории критики и поэтики реализма. : Куйбышевский госуниверситет : межвузовский сборник / Редкол.: Л. А. Финк (отв. ред.) и др. — Куйбышев : КГУ, 1980. — Вып. 5. — С. 92−109. — 172 с. — 800 экз. — ББК Ш4г(2)1я54.
- Агранович С. З. Фольклорные источники повести Чингиза Айтматова «Белый пароход» // Проблемы истории критики и поэтики реализма. : Куйбышев. гос. ун-т : межвуз. сб. / Редкол.: Л. А. Финк (отв. ред.) и др. — Куйбышев : КГУ, 1981. — Вып. 6. — С. 143−159. — 160 с.
- Агранович С. З., Рассовская Л. П. Историзм Пушкина и поэтика фольклора. — Куйбышев: Издательство Саратовского университета, Куйбышевский филиал, 1989. — 192 с.
- Агранович С. З., Рассовская Л. П. Миф, фольклор, история в трагедии «Борис Годунов» и в прозе Пушкина. — Самара: Издательство «Самарский университет», 1992. — 216 с.
- Петрушкин А. И., Агранович С. З. Неизвестный Хемингуэй. — Самара: Самарский Дом печати, 1997. — 224 с.
- Агранович С. З., Саморукова И. В. Гармония — цель — гармония: Художественное сознание в зеркале притчи — М.: Международный институт семьи и собственности, 1997. — 135 с.
- Агранович С. З., Саморукова И. В. Детский фольклорный праздник «Русские святки». — М.: Когито-центр, 1999. — 84 с.
- Агранович С. З., Конюшихина М. В. Поэтапное изучение Библии в контексте мировой литературы. — М.: Когито-центр, 1999. — 80 с.
- Агранович С. З.  Стилевая игра с двойничеством в «Повести о том, как поссорился Иван Иванович с Иваном Никифоровичем» // Вестник СамГУ. Литературоведение : журнал — 2000. — № 1.
- Агранович С. З., Саморукова И. В. Двойничество. — Самара: Издательство «Самарский университет», 2001. — 132 с.
- Агранович С. З., Стефанский Е. Е. «Пожалел волк кобылу…» О синкретизме семантики славянского концепта лютость и отражении этого синкретизма в мифе, фольклоре и литературе // Вестник Самарского государственного университета. — 2003. — № 1 (27).
- Агранович С. З., Стефанский Е. Е. Миф в слове: продолжение жизни: Очерки по мифолингвистике. — Самара: Издательство СаГА, 2003. — 168 с.
- Агранович, С. З. Homo amphibolos : археология сознания / С. З. Агранович, С. В. Березин. — Самара : Бахрах-М, 2005. — 344 с. : ил. — 3000 экз. — ISBN 5-94648-032-4.[16]

### Посмертные издания
- Агранович, С. З. У корней мирового древа. Миф как культурный код / С. З. Агранович, М. Конюшихина, А. Петрушкин, Л.  Рассовская и др.. — Самара : Бахрах-М, 2015. — 448 с. — ISBN 9785946481137.
- Агранович С. З., Стефанский Е. Е. Миф в слове и поэтика сказки. Мифология, язык и фольклор как древнейшие матрицы культуры. — Манн, Иванов и Фербер, 2024. — 256 с. —  ISBN 978-5-00214-476-1[17]

## Комментарии
1. ↑  В корпусе по адресу Самара, ул. Потапова, 64 теперь размещается филологический факультет объединённого Самарского национального университета им. Королёва
2. ↑  Дмитрий Муратов — ученик Софьи Агранович, лауреат Нобелевской премии мира, главный редактор «Новой газеты».
3. ↑  Праотцами мифолингвистического направления принято считать Ф. М. Мюллера, Ф. И. Буслаева, А. Н. Афанасьева, А. А. Потебню, В. Шварца, А. Куна, В. Манхардта.
4. ↑  Попытка объяснить с мифологических позиций этимологическое родство таких слов, как стыд и стужа, а также печь и печаль.

### Видео
- Софья Агранович — о сказке и мифе : Из цикла лекций о фольклоре для психологов. — Arzamas.academy.